# Франк Джа Джедже
Франк Джа Джедже́ (фр. Franck Dja Djédjé, нар. 2 червня 1986, Абіджан, Кот-д'Івуар) — івуарійський та французький футболіст, нападник.
Відомий виступами у французьких клубах «Брест», «Гренобль», «Ванн», «Арль-Авіньйон» та «Ніцца», а також в українському футбольному клубі «Чорноморець» з міста Одеса. Володар Кубку Франції, чемпіон Європи серед юнаків, півфіналіст Кубку французької ліги, а також фіналіст кубку України. Має молодшого брата, Бріса, який є також футболістом.

## Життєпис

### Клубна кар'єра

#### ПСЖ та «Брест»
Франк народився в івуарійському місті Абіджан. У 9 років разом з батьками переїхав до Європи у Францію, де жили його дідусь та бабуся. За словами самого Франка, з адаптацією після переїзду у нову країну у нього проблем не було, до того ж і не було мовних проблем, адже він з дитинства розмовляє французькою мовою. Вже у 12 років Джа Джедже почав виступати за юнацький склад відомого французького клубу — «Парі Сен-Жермен» (або ПСЖ). У структурі клубу Франк поступово розвивався, як футболіст, пройшовши шлях від академії до основного складу команди. У професійному футболі Франк дебютував 28 березня 2004 року під час матчу між ПСЖ та футбольним клубом «Ланс». Вийшовши на поле на 72-й хвилині та змінивши Бранко Босковича, Джа Джедже провів всього 19 хвилин свого першого матчу. Однак, у столичному клубі була дуже велика конкуренція, до того ж івуарієць отримав травму гомілки, через що деякий час не грав. На той час у «принців» велася практика віддавання в оренду тих гравців, що не могли потрапляти в основний склад команди. Таким чином футболіст опинився у «Бресті», чиї кольори захищав протягом сезону 2004–2005 років. Через те що команда крала у другому дивізіоні чемпіонату Франції прогресувати у ній було доволі важко. Згодом Франк повернувся до рідного клубу, однак там знову не зміг скористатися шансом потрапити до основного складу команди, відігравши всього два матчі у чемпіонаті та один у кубку. Попри все це за час перебування у клубі футболіст здобув титул володаря Кубка Франції.

#### «Гренобль», «Ванн», «Арль-Авіньйон» та «Ніцца»
Влітку 2006 року Джа Джедже перейшов на правах оренди в «Гренобль», де став основним гравцем команди, тому після завершення оренди клуб повністю викупив контракт гравця. Більшість часу, проведеного у складі «Гренобля» гравець був основним гравцем атакувальної ланки команди. У січні 2009 року підписав контракт з «Страсбургом», але не зміг потрапити до основного складу і вже влітку того ж року був відданий в оренду на сезон у друголіговий «Ванн». Після завершення оренди перейшов до абсолютного новачка Ліги 1 «Арль-Авіньйон», у складі якого в першому ж матчі забив історичний перший гол команди в елітному дивізіоні Франції. Проте, за підсумками сезону клуб зайняв останнє місце в чемпіонаті і вилетів в Лігу 2, тому Франк 26 серпня 2011 року перейшов у «Ніццу». Там, у складі «орлят», Франк майже увесь час виходив у стартовому складі, ставши основним гравцем команди.

#### «Чорноморець»
31 серпня 2012 року Франк Джа Джедже приєднався до складу українського футбольного клубу «Чорноморець» з Одеси. Контракт розрахований на три роки. У першому ж сезоні 2012–2013 років зумів разом із командою вийти до фіналу Кубку України та зайняти шосту сходинку у чемпіонаті, що дозволило у наступному сезоні поборотися за Суперкубок і вийти до Ліги Європи. Перший свій м'яч у єврокубковому турнірі Джедже забив саме за «моряків» — у матчі проти срібних призерів сербського чемпіонату, белградську команду, «Црвена Звезда» (за результатами матчу виграли одесити 3:1). 27 жовтня у матчі проти ужгородської «Говерли» Франк забив гол «ножицями через себе». За версією відвідувачів сайту «Football 24» цей гол став найкрасивішим голом 14-туру чемпіонату. А спортивний блок новин ТСН також визнав гол найкрасивішим голом туру. Після виходу «моряків» до плей-оф Ліги Європи їх суперником став французький «Олімпік» з Ліону. Після жеребкування один з лідерів французької команди, Максим Гоналон, зазначив, що слабких команд, що пройшли так далеко у цьому турнірі не буває, тому очікує, що боротьба буде запеклою, а також сказав, що радий буде знову зустрітися із Джа Джедже. На початку 2014 року через надзвичайно важку суспільно-політичну ситуацію у країні футболіст розірвав контракт за обопільною згодою. Разом із ним «Чорноморець» покинула низка інших легіонерів, зокрема Пабло Фонтанелло, Маркус Берґер, Андерсон Сантана та Сіто Рієра.

#### «Сарпсборг 08»
Після розірвання контракту з українським клубом Франк підписав контракт з норвезьким футбольним клубом «Сарпсборг 08». Свій перший матч у новому клубі івуарійський футболіст відіграв 30 березня того ж року проти футбольного клубу Бранн. Джа Джедже вийшов на полу у стартовому складі й на 74-й хвилині був замінений ісландським футболістом Торарінном Інгі Валдімарссоном. Сарпсборзький футбольний клуб виграв того дня з рахунком 3:0.

#### Статистика виступів

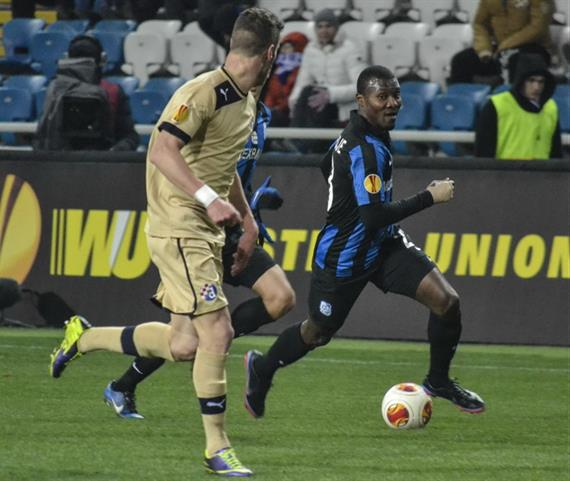
Франк під час матчу із загребським «Динамо», 30 листопада 2013 року.

| Клуб | Ліга              | Сезон             | Чемпіонат | Чемпіонат | Кубок | Кубок | Єврокубки | Єврокубки | Інші змагання | Інші змагання | Інші змагання | Всього | Всього |
| Клуб | Ліга              | Сезон             | Ігор      | Голів     | Ігор  | Голів | Ігор      | Голів     | Назва         | Ігор          | Голів         | Ігор   | Голів  |
| --- | ----------------- | ----------------- | --------- | --------- | ----- | ----- | --------- | --------- | ------------- | ------------- | ------------- | ------ | ------ |
| «Сарпсборг 08»                                                                                                  | ТЛ                | 2014              | 5         | 2         | 1     | 2     | -         | -         | -             | -             | -             | 6      | 4      |
| «Сарпсборг 08»                                                                                                  | Всього            | Всього            | 5         | 2         | 1     | 2     | 0         | 0         |               | 0             | 0             | 6      | 4      |
| «Чорноморець» О                                                                                                 | ПЛ                | 13-14             | 16        | 3         | 1     | 0     | 14        | 3         | СУ            | 1             | 0             | 32     | 6      |
| «Чорноморець» О                                                                                                 | ПЛ                | 12-13             | 22        | 4         | 5     | 0     | -         | -         | -             | -             | -             | 27     | 4      |
| «Чорноморець» О                                                                                                 | Всього            | Всього            | 38        | 7         | 6     | 0     | 14        | 3         |               | 1             | 0             | 59     | 10     |
| «Ніцца» | Л1                | 12-13             | 3         | 0         | 0     | 0     | -         | -         | -             | -             | -             | 3      | 0      |
| «Ніцца» | Л1                | 11-12             | 27        | 4         | 2     | 0     | -         | -         | КлФ           | 5             | 0             | 34     | 4      |
| «Ніцца» | Всього            | Всього            | 30        | 4         | 2     | 0     | 0         | 0         |               | 5             | 0             | 37     | 4      |
| «Арль-Авіньйон»                                                                                                 | Л2                | 11-12             | 3         | 1         | 1     | 0     | -         | -         | -             | -             | -             | 4      | 1      |
| «Арль-Авіньйон»                                                                                                 | Л1                | 10-11             | 34        | 4         | 0     | 0     | -         | -         | -             | -             | 0             | 34     | 4      |
| «Арль-Авіньйон»                                                                                                 | Всього            | Всього            | 37        | 5         | 1     | 0     | 0         | 0         |               | 0             | 0             | 38     | 5      |
| «Ванн» | Л2                | 09-10             | 29        | 2         | 3     | 1     | -         | -         | КлФ           | 1             | 0             | 34     | 3      |
| «Ванн» | Всього            | Всього            | 29        | 2         | 3     | 1     | 0         | 0         |               | 1             | 0             | 34     | 3      |
| «Страсбур» | Л2                | 09-10             | 1         | 0         | 0     | 0     | -         | -         | -             | -             | -             | 1      | 0      |
| «Страсбур» | Л2                | 08-09             | 9         | 0         | 0     | 0     | -         | -         | -             | -             | -             | 9      | 0      |
| «Страсбур» | Всього            | Всього            | 10        | 0         | 0     | 0     | 0         | 0         |               | 0             | 0             | 10     | 0      |
| «Гренобль» | Л1                | 08-09             | 18        | 1         | 0     | 0     | -         | -         | -             | -             | -             | 18     | 1      |
| «Гренобль» | Л2                | 07-08             | 36        | 10        | 2     | 0     | -         | -         | -             | -             | -             | 38     | 10     |
| «Гренобль» | Л2                | 06-07             | 33        | 5         | 3     | 0     | -         | -         | -             | -             | -             | 36     | 5      |
| «Гренобль» | Всього            | Всього            | 87        | 16        | 5     | 0     | 0         | 0         |               | 0             | 0             | 92     | 16     |
| ПСЖ | Л1                | 05-06             | 2         | 0         | 1     | 0     | -         | -         | -             | -             | -             | 3      | 0      |
| ПСЖ | Л1                | 03-04             | 2         | 0         | 0     | 0     | -         | -         | -             | -             | -             | 2      | 0      |
| ПСЖ | Всього            | Всього            | 4         | 0         | 1     | 0     | 0         | 0         |               | 0             | 0             | 5      | 16     |
| «Брест» | Л2                | 04-05             | 21        | 0         | 3     | 0     | -         | -         | -             | -             | -             | 24     | 0      |
| «Брест» | Всього            | Всього            | 21        | 0         | 3     | 0     | 0         | 0         |               | 0             | 0             | 24     | 0      |
| Всього за кар'єру                                                                                               | Всього за кар'єру | Всього за кар'єру | 262       | 36        | 22    | 3     | 14        | 3         |               | 7             | 0             | 305    | 42     |
| Л2 — Ліга 2; Л1 — Ліга 1; КлФ — Кубок ліги Франції; ПЛ — Прем'єр-ліга; СУ — Суперкубок України; ТЛ — Тіппеліга. |                   |                   |           |           |       |       |           |           |               |               |               |        |        |
| Останнє оновлення 30 квітня 2014.                                                                               |                   |                   |           |           |       |       |           |           |               |               |               |        |        |

### Збірна
2002 року дебютував у складі юнацької збірної Франції, разом з якою виграв юнацький чемпіонат Європи (U-19) 2005 року. Всього взяв участь у 36 іграх на юнацькому рівні та відзначившись 24 забитими голами.
Протягом 2006–2007 років долучався до складу молодіжної збірної Франції. На молодіжному рівні зіграв у 3 офіційних матчах, забив 1 гол.
Також грав в олімпійській збірній Кот-д'Івуару Франк брав участь у літніх Олімпійських іграх 2008 року у Пекіні (Китай). Відігравши усі матчі у збірній Джа Джедже так і не зміг забити гол, адже грав на позиції крайнього захисника.

## Титули, рекорди та досягнення

### Командні титули

#### Збірна
Франція (U-19):
- Чемпіон Європи серед юнаків (U-19) (1): 2005

#### Франція
«Ніцца»:
- Півфіналіст Кубку французької ліги (2): 2011–2012.

«Парі Сен-Жермен»:
- Володар Кубку Франції (2): 2005–2006.

#### Україна
- Фіналіст Кубку України (1): 2012–2013.

### Рекорди
«Чорноморець» Одеса:
- Найбільша кількість матчів в єврокубках серед нападників. (14 матчів)[12]